# Raumzellenbauweise
Die Raumzellenbauweise ist ein Bauverfahren, bei dem dreidimensionale Raumeinheiten unter kontrollierten Bedingungen in einer stationären Fertigungsstätte vorgefertigt und dann auf der Baustelle endmontiert werden. Sie bestehen aus Wänden, Decken, Böden, Innenausbauten, Installationen, Fenstern, Türen, Armaturen usw. Je nach Höhe des Vorfertigungsgrads sind mehr oder weniger Restleistungen auf der Baustelle noch zu erbringen. Durch einen hohen Vorfertigungsgrad können die Prozesse auf der Baustelle stark verkürzt werden.
Als Modulbauweise ist die Raumzellenbauweise eine Art des modularen Bauens bzw. des Fertigteilbaus oder Systembaus.
Die Zellen oder Module werden auf der Baustelle mit dem Kran aneinandergereiht bzw. gestapelt, wobei die Größe der Zellen von der Transportmöglichkeit abhängt. Bei der Raumzellenbauweise ist der Planungsaufwand im Vergleich zur konventionellen Bauweise höher, da keine baulichen Änderungen im Bauablauf möglich sind. Nachträgliche Eingriffe können sehr kostenintensiv sein und damit den Zweck der Bauweise verfehlen. 
Vorteile: hoher Vorfertigungsgrad, Werkstattfertigung ohne Witterungseinflüsse, maßhaltige industrielle Fertigung, werkstattseitige Qualitätsüberwachung bzw. Funktionskontrolle, kurze Bauzeit, reduzierte Restleistung.
Nachteile: hoher Abstimmungsgrad der beteiligten Fachplaner und Gewerke, Planungsprozess in hoher Detailtiefe (keine baulichen Änderungen im Bauablauf möglich), an logistische Maximalmaße gekoppelt (Lkw-Länge und -Breite), planerische Flexibilität der Grundrisse eingeschränkt.
Modulgebäude unterscheiden sich von Containerbauten darin, dass sie für eine dauerhafte Nutzung errichtet werden. Containerbauten erfüllen in der Regel nur temporäre Zwecke.